# Psicografia
Psicografia (do grego, escrita da mente ou da alma), segundo o vocabulário espírita, é a capacidade atribuída a certos médiuns de escrever mensagens ditadas por Espíritos.
Objeto de estudo da pseudociência da parapsicologia, o consenso científico atual não suporta as alegações deste e de outros supostos fenômenos paranormais.

## Conceito
Segundo a doutrina espírita, a psicografia seria uma das múltiplas possibilidades de expressão mediúnica existentes. Allan Kardec classificou-a como um tipo de manifestação inteligente, por consistir na comunicação discursiva escrita de uma suposta entidade incorpórea ou espírito, por intermédio de um homem.
O mecanismo de funcionamento da psicografia,
ainda segundo Kardec, pode ser consciente, semi-mecânico ou mecânico, a depender do grau de consciência do médium durante o processo de escrita.
No primeiro caso, o menos passível de validação experimental, o médium tem plena consciência daquilo que escreve, apesar de não reconhecer em si a autoria das ideias contidas no texto. Tem a capacidade de influir nos escritos, evitando informações que lhe pareçam inconvenientes ou formas de se expressar inadequadas.

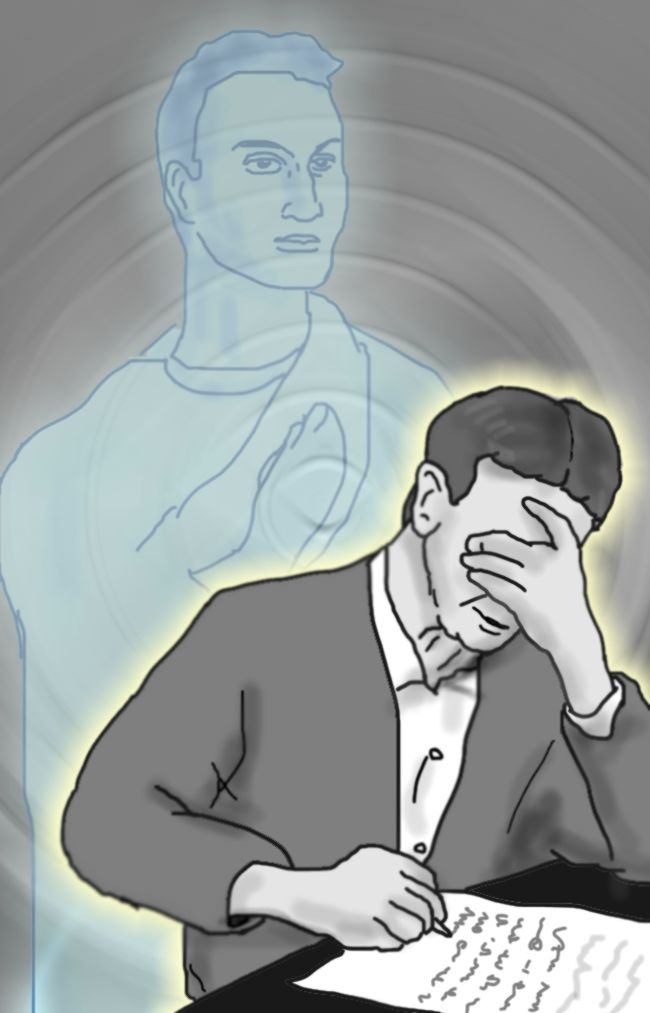
Alegoria que representa, segundo a ótica espírita, o Médium Chico Xavier, psicografando uma mensagem do Espírito de Emmanuel

No segundo, o médium poderia até estar consciente da ocorrência do fenômeno, perceber o influxo de ideias, mas seria incapaz de influenciar voluntariamente o texto, que basicamente lhe escorreria das mãos. O impulso de escrita é mais forte do que sua vontade de parar ou conduzir voluntariamente o processo.
No terceiro caso, o mais adequado para uma averiguação experimental controlada, o médium poderia escrever sem sequer se dar conta do que está fazendo, incluindo-se aí a possibilidade de conversar com interlocutores sobre determinado tema enquanto psicografa um texto completamente alheio ao assunto em pauta.[carece de fontes?] Isso porque, segundo Kardec, esses médiuns permitiriam ao espírito agir diretamente sobre sua mão ou seu braço, sem recorrer à mente.
Além da doutrina espírita, há várias correntes espiritualistas em que é bem evidente a admissão da possibilidade de ocorrência desse fenômeno, como a Teosofia e a Umbanda.
Entre os textos ditos psicografados encontram-se obras atribuídas a autores famosos — uns adeptos, em vida, de doutrinas compatíveis com esta prática, como Victor Hugo e Bezerra de Menezes, outros nem tanto, como Oscar Wilde e Camilo Castelo Branco.

## Citação de bibliografia psicografada
A Classificação das obras psicografadas, segundo o CIP-Brasil (do Sindicato Nacional dos Editores de Livros) é feita no tema Espiritismo, devendo ser citado como autor aquele que assina a obra, seguida da indicação de que foi um ser espiritual. Por exemplo: Ângelis, Joanna de (Espírito).
Já para citações, segue-se o modelo: título, autor espiritual, médium, local, editora, ano e edição (da segunda em diante), como se vê no modelo:
Plenitude/ Joanna de Ângelis; psicografado por Divaldo Pereira Franco - Niterói, Arte & Cultura, 1991.
Em bibliotecas de instituições espíritas a autoria de obras psicografadas é atribuída ao espírito que as teria ditado; em bibliotecas não-espiritas a autoria é atribuída ao médium, com a referência à alegada autoria do espírito sendo indicada sob "Observações".

## Aceitação da autoria
O  pesquisador da Universidade Estadual de Londrina Carlos Augusto Perandréa estudou 400 cartas psicografadas por Chico Xavier em transes mediúnicos, utilizando as mesmas técnicas com que avalia assinatura para bancos, polícias e o Poder Judiciário, a grafoscopia. Perandréa comparou a letra padrão dos indivíduos antes da morte e depois nas cartas psicografadas, chegando à conclusão de que todas as psicografias que estudou possuem autenticidade gráfica dos referidos mortos.
Nas primeiras décadas do século XX, os então dirigentes da Society for Psychical Research (famosa organização de pesquisa parapsicológica) coletaram e consideraram autênticas várias mensagens psicografadas por diversos médiuns que atribuíam a autoria ao espírito de F. W. H. Myers, intelectual que foi um dos fundadores da organização. Os dirigentes constataram também que as mensagens psicografadas apresentaram uma co-relação de continuidade muito forte entre elas, formando uma espécie de "quebra-cabeça".
Mais recentemente, em 2008 foi feita uma pesquisa científica nos EUA por cientistas da Universidade de São Paulo, da Universidade Federal de Juiz de Fora, da Universidade Federal de Goiás, da Universidade da Pensilvânia e da Universidade Thomas Jefferson, em que utilizando-se recursos da Neurociência moderna foram medidas as atividades cerebrais de dez médiuns brasileiros saudáveis, enquanto psicografavam. Os cientistas constataram que durante os transes psicográficos, as áreas menos ativadas no cérebro dos médiuns foram as que são as mais ativadas enquanto qualquer pessoa escreve em estado normal de vigília (ou seja, as áreas relacionadas ao raciocínio, ao planejamento e à criatividade), sendo que os textos psicografados resultaram mais complexos que os produzidos em estado normal de vigília. Como a pesquisa registra, nos textos psicografados os médiuns produziram mensagens espelhadas - escritas de trás para a frente -, redigiram em línguas que não dominavam bem, descreveram corretamente ancestrais dos cientistas que os próprios cientistas diziam desconhecer, entre outras coisas. Para tais cientistas, os resultados da pesquisa são compatíveis com a hipótese que os médiuns defendem - a de que autoria dos textos psicografados não seria deles, mas sim dos espíritos comunicantes. E um dos outros pontos em comum que observaram em tais médiuns, foi que são enormes admiradores de Chico Xavier.
Em 1990 a Associação Médico-Espírita de São Paulo realizou uma pesquisa sobre 45 cartas psicografadas por Chico Xavier e consideradas autênticas pelos destinatários, concluindo que "As evidências da sobrevivência do espírito são muito fortes. A vida é uma fatalidade, segundo o depoimento desses 45 companheiros que se expuseram, por inteiro, revelando as nuances de suas personalidades através das mãos humildes do medianeiro".

### A Psicografia nos tribunais
O caso mais famoso indubitavelmente foi o de Humberto de Campos. A partir de 1937, três anos após a morte de Campos, várias crônicas e romances atribuídos ao escritor começaram a ser psicografados pelo médium brasileiro Chico Xavier. Entre as obras, todas editadas pela Federação Espírita Brasileira, a de maior notoriedade entre os espíritas brasileiros foi Brasil, Coração do Mundo, Pátria do Evangelho. No ano de 1944, a viúva de Humberto de Campos ingressou em juízo, movendo um processo contra a Federação Espírita Brasileira e Francisco Cândido Xavier, no sentido de obter uma declaração, por sentença, de que essa obra mediúnica "era ou não do 'Espírito' de Humberto de Campos", e que em caso afirmativo, que ela obtivesse os direitos autorais da obra. O assunto causou muita polêmica e, durante um bom tempo, ocupou espaço nos principais periódicos do País. A Autora, D. Catarina Vergolino de Campos, foi julgada carecedora da ação proposta, por sentença de 23 de agosto de 1944, do Dr. João Frederico Mourão Russell, juiz de Direito em exercício na 8º Vara Cível do antigo Distrito Federal. Tendo ela recorrido dessa sentença, o Tribunal de Apelação do antigo DF manteve-a por seus jurídicos fundamentos, tendo sido relator o Ministro Álvaro Moutinho Ribeiro da Costa.
No Brasil, em alguns casos, a psicografia foi utilizada como prova em tribunal. Textos psicografados por Chico Xavier foram aceitos como provas judiciais (entre outras que também foram apresentadas pela defesa) e mostraram-se como elementos decisivos nas sanções aplicadas em três casos de julgamento de homicídio internacionalmente repercutidos, ocorridos nos estados de Goiás, Mato Grosso do Sul e Paraná entre os anos de 1976 e 1982.
Um dos casos mais recentes registrou-se em maio de 2006, em Porto Alegre (RS), tendo a ré, Iara Marques Barcelos sido inocentada do assassinato do ex-amante, Ercy da Silva Cardoso, graças a uma carta que teria sido ditada pelo falecido. Mais recentemente, em 17 de maio de 2007, o julgamento do réu, Milton dos Santos, pelo assassinato de Paulo Roberto Pires (o "Paulinho do Estacionamento") em abril de 1997, foi suspenso devido a uma carta recebida pelo médium Rogério Leite em uma sessão espírita realizada em 2004, na qual Paulinho inocenta o acusado.
No entanto, o advogado Roberto Selva da Silva Maia indicou em um artigo que os documentos psicografados podem ser aceitos no tribunal como documento particular, mas não como prova judicial.  Segundo ele, isso se dá porque a lei estabelece que a morte extingue a personalidade humana, logo um morto não poderia gerar documento legal. Também segundo ele, a psicografia depende da aceitação de premissas religiosas, e o judiciário não é religioso visto que nosso estado é laico e, não haveria forma de se usufruir do princípio do contraditório e da ampla defesa.
Em contrário a opinião de Roberto Selva da Silva Maia, a advogada Michele Ribeiro de Melo fez sua dissertação de mestrado defendendo a aceitação da psicografia como prova judicial, tendo conquistado o título de mestre em Direito pela Univem. Segundo ela, "A psicografia pode ser utilizada como prova judicial sem afrontar nenhum preceito constitucional ou princípio processual, muito pelo contrário, a admissibilidade desta espécie de prova ocorre em observância à garantia fundamental do direito à prova, aos princípios constitucionais e aos princípios que regem as provas em nosso ordenamento jurídico[...] Verificamos que a prova psicografada não ofende o princípio do Estado
Laico, que prevê a liberdade de crenças e cultos religiosos, haja vista que a psicografia, como fenômeno mediúnico, é faculdade natural do ser humano, estudado pela ciência e não se trata de elemento religioso".